# Карл II (король Неаполя)
Карл II Анжуйський (1248 — 5 травня 1309) — король Неаполя та граф Прованса і (1285–1309), син Карла I Анжуйського.

## Біографія
У 1270 році одружвся із Марією Арпад (1257—1323), донькою Іштвана (Стефана) V, короля Угорщини. Через неї Анжу-Сицилійський дім отримав право на престол Угорщини після припинення династії Арпадів. Мали 14 дітей.
У 1284 році потрапив у полон до Педро III, короля Арагону. Проти цього полону папа римський Мартин IV видав буллу відлучення Педро від церкви. Французи організували невдалий визвольний похід. Тільки в 1288 році Хайме II, після смерті Педро III повернув Карлу волю в обмін на 30 тис. марок срібла і звільнення декількох заручників. Незважаючи на це, Карл поновив свою боротьбу проти Арагону, як тільки опинився на волі. 1291 році Хайме II зійшов на престол Арагону після смерті брата, Альфонсо III. Хайме II хотів передачею Сицилії в 1294 році Карлу здобути мир з Римом, Анжуйською династією та Францією, але в той самий час він призвав свого молодшого брата Фрідріха II правити на Сицилії. Боротьба за острів тривала до самої смерті Карла.

## Родина
Дружина — Марія Арпад (1257—1323), донька Стефана V Арпада, короля Угорщини
Діти:
- Бланка Анжуйська (1280—1310) — дружина Хайме II (1267—1327), короля Арагону (1291—1327) і Сицилії (1285—1295).
- Карл Мартелл (1271—1295) — був коронований у 1291 році як король Угорщини після смерті свого дядька з материнської лінії Ласло IV, але фактично не правив (в Угорщині королем був обраний Андраш III). Син Карла Мартелла Карл I Роберт (1288—1342) зумів домогтися угорської корони, заснувавши анжуйську династію, що царювала в Угорщині до 1395 року.
- Людовик Тулузький (1275—1297) відмовився від династичних прав заради служіння Церкві, закінчив життя єпископом Тулузи. Канонізований.
- Роберт (1277—1343) — король Неаполя з 1309 року.
- Елеонора Анжуйська (1289—1341) — дружина Федеріго II (1272—1336), короля Сицилії з 1295 року, засновника Сицилійської лінії Арагонського дому.
- Маргарита (1273—1299) — перша дружина Карла Валуа, посагом були Анжуйське і Менське графства, мати Філіппа VI Валуа, першого короля Франції з династії Валуа.
- Філіп I Тарентський (1278—1332) — принц Таранто. По другій дружині князь Ахаї і титулярний імператор Латинської Константинопольської імперії. Один з його синів Людовик Тарантський (1308—1362) — другий чоловік і співправитель Джованни I.
- Джованні (1294—1336) — герцог Дураццо. Заснована ним лінія Анжуйської династії (лінія Дураццо) правила Неаполем в 1382—1435 роках в особі Карла III Малого, Владислава і Джованни II.
- Марія (1290—1347) — дружина Санчо I (1276—1324), короля Майорки.